# Saint-Christophe (Saboia)
Saint-Christophe é uma comuna francesa na região administrativa de Auvérnia-Ródano-Alpes, no departamento de Saboia. Estende-se por uma área de 11,01 km². Em 2010 a comuna tinha 545 habitantes (densidade: 49,5 hab./km²).